# Clima de la bahía de Tampa

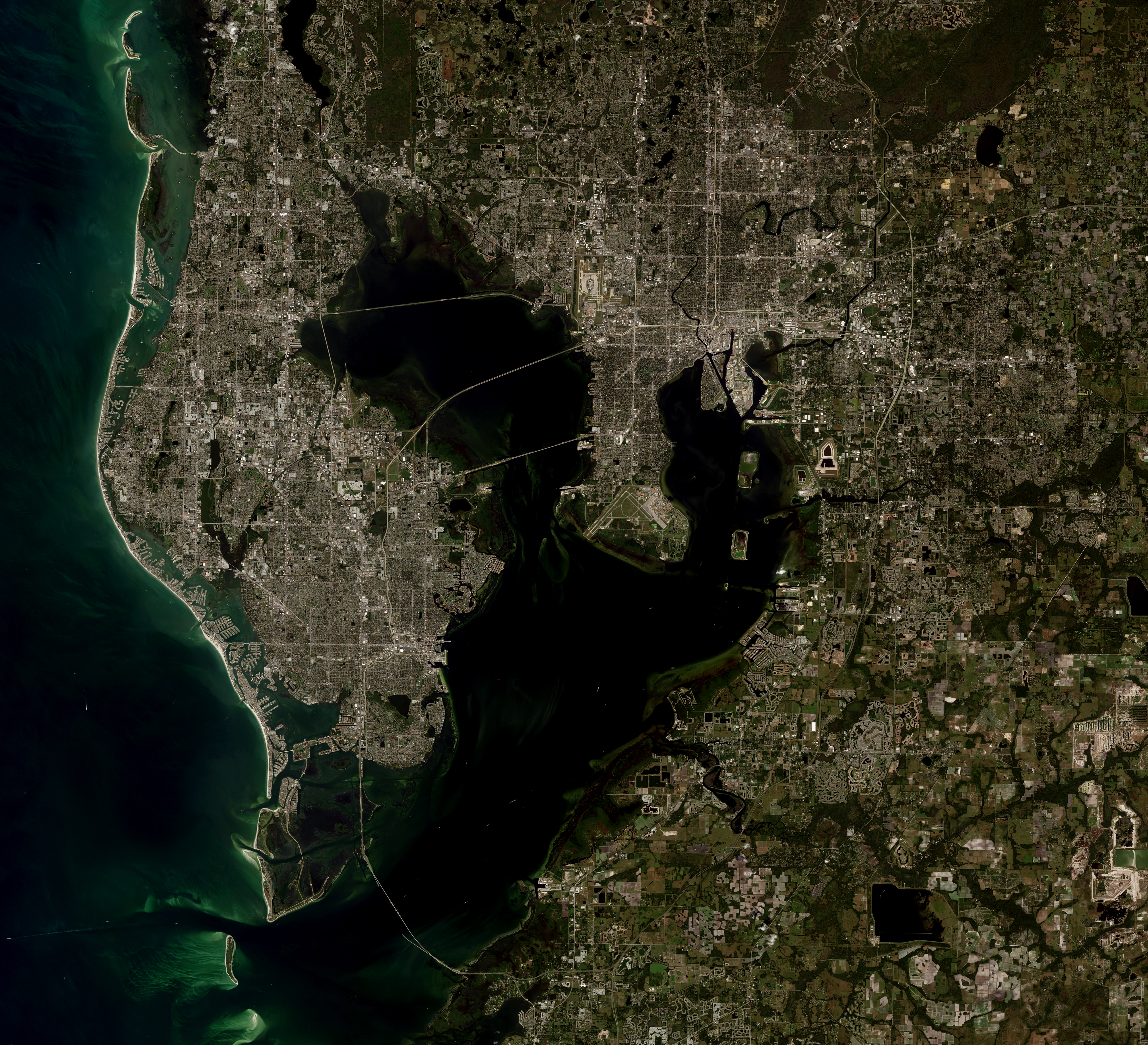
Imagen Landsat 8 de la Bahía de Tampa

La zona de la bahía de Tampa tiene un clima subtropical húmedo (Köppen Cfa), muy próximo al tropical cerca de las zonas costeras. Hay dos estaciones básicas en la zona de la bahía de Tampa: una cálida y húmeda, de mayo a octubre, y otra suave y seca, de noviembre a abril.
Casi dos tercios de las precipitaciones anuales caen en los meses de junio a septiembre. El Departamento de Agricultura de Estados Unidos (USDA) clasifica el área como zona de rusticidad 10a, así como zona de rusticidad 10b a lo largo de la costa inmediata y en Pinellas peninsular; que es aproximadamente el límite norte de donde se pueden cultivar cocoteros y palmeras reales. Las temperaturas máximas suelen oscilar entre 18-35 °C (65 y 95 °F) durante todo el año. La temperatura máxima oficial de Tampa nunca ha alcanzado los 38 °C (100 °F); el récord histórico de la ciudad es de 37 °C (99 °F). El récord histórico de San Petersburgo es de 38 °C (100 °F).
El condado de Pinellas está situado en una península entre la bahía de Tampa y el golfo de México, y gran parte de la ciudad de Tampa se encuentra en una península más pequeña que se adentra en la bahía de Tampa. Esta proximidad a grandes masas de agua modera las temperaturas e introduce grandes cantidades de humedad en la atmósfera. En general, las comunidades locales más alejadas de la costa tienen mayores rangos de temperatura, tanto durante un mismo día como a lo largo de las estaciones del año.

## Clima estacional

### Estación húmeda
La estación cálida y lluviosa suele comenzar a finales de mayo y se prolonga hasta octubre. Las temperaturas máximas medias se sitúan en torno a los 32 °C (90 °F) y las mínimas en torno a los 24 °C (70 °F) durante este periodo, y la combinación de temperaturas cálidas y alta humedad conlleva una probabilidad casi diaria de lluvias y tormentas, especialmente por la tarde. El tiempo diario es notablemente constante, con máximas y mínimas medias en verano entre cinco y diez grados de diferencia con respecto a las máximas y mínimas récord de cualquier fecha.
En el patrón meteorológico típico del verano, la combinación del calentamiento diurno y la interacción de las brisas marinas del Golfo y del Atlántico crea cúmulos térmicos sobre la península de Florida. Estas nubes pueden producir chubascos o convertirse en imponentes cabezas de trueno, que tienden a desplazarse hacia el oeste con los vientos de nivel superior producidos por la altura de las Bermudas, una característica meteorológica semipermanente sobre el océano Atlántico que se fortalece durante los meses de verano. Estas tormentas pueden formarse en cualquier lugar de Florida Central, desde el interior, cerca de Orlando, hasta la costa oeste, dependiendo del viento y de las condiciones meteorológicas locales. Dondequiera que se desarrollen, el patrón meteorológico de verano más común en Tampa da lugar a chubascos por la tarde que suelen desaparecer al atardecer, aunque en ocasiones, una célula de tormenta persiste y se desplaza hacia el oeste hasta el Golfo de México para producir relámpagos nocturnos visibles desde las playas locales.
Un patrón meteorológico estival menos común es que los vientos predominantes del oeste provoquen la formación de tormentas nocturnas en alta mar a lo largo de un frente de brisa terrestre. Estas tormentas traen la lluvia de la mañana a la zona de Tampa antes de moverse hacia el interior más tarde en el día, invirtiendo el calendario más típico. Aunque las tormentas de la tarde suelen ir seguidas de una noche despejada y más fresca, la lluvia matinal suele provocar niveles de humedad más altos de lo habitual y la posibilidad de que se formen más tormentas por la tarde.

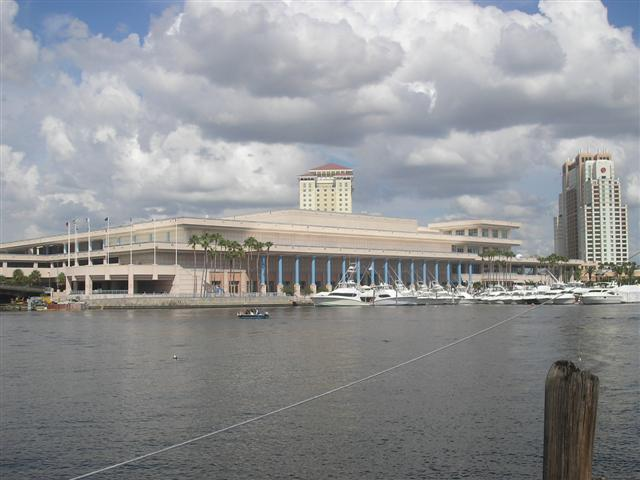
Nubes cúmulo sobre el Centro de Convenciones de Tampa en una tarde de verano

Las tormentas de verano suelen traer consigo breves periodos de fuertes lluvias y vientos racheados, con frecuentes relámpagos nube-tierra. Pueden llegar a ser severas, con fuertes vientos en línea recta, granizo pequeño y lluvias torrenciales, y ocasionalmente tornados. (Aunque Florida tiene el mayor número de tornados por milla cuadrada de todos los estados, la mayoría son pequeños, débiles y de corta duración en comparación con los que se ven en los estados del medio oeste.) Las trombas de agua a veces se forman cuando los flujos de salida de las células tormentosas adyacentes interactúan y comienzan a girar sobre el agua, creando una nube embudo sobre la bahía de Tampa o en las playas del golfo. Estos fenómenos suelen permanecer en alta mar, pero a veces llegan a tierra en forma de tornados débiles de corta duración.
La zona de la bahía de Tampa se conoce a veces como la «capital mundial del rayo» por sus frecuentes tormentas. Aunque Florida Central recibe tantos rayos durante los meses de verano como los verdaderos líderes mundiales del rayo, como la región africana del lago Victoria y la cuenca central del río Amazonas, las tormentas son mucho menos frecuentes de octubre a mayo, por lo que la zona de Tampa a Orlando se considera más bien la «capital del rayo de Norteamérica». Cada año mueren en Florida una docena de personas a causa de los rayos, varias de ellas en la zona de Tampa, y TECO Energy, la principal compañía eléctrica de Tampa, gasta varios millones de dólares al año en reparar transformadores y otros equipos dañados por rayos. Martin A. Uman, experto en rayos de la Universidad de Florida, ha calculado que un residente medio se encuentra a menos de media milla de entre 10 y 15 rayos al año.

### Estación seca

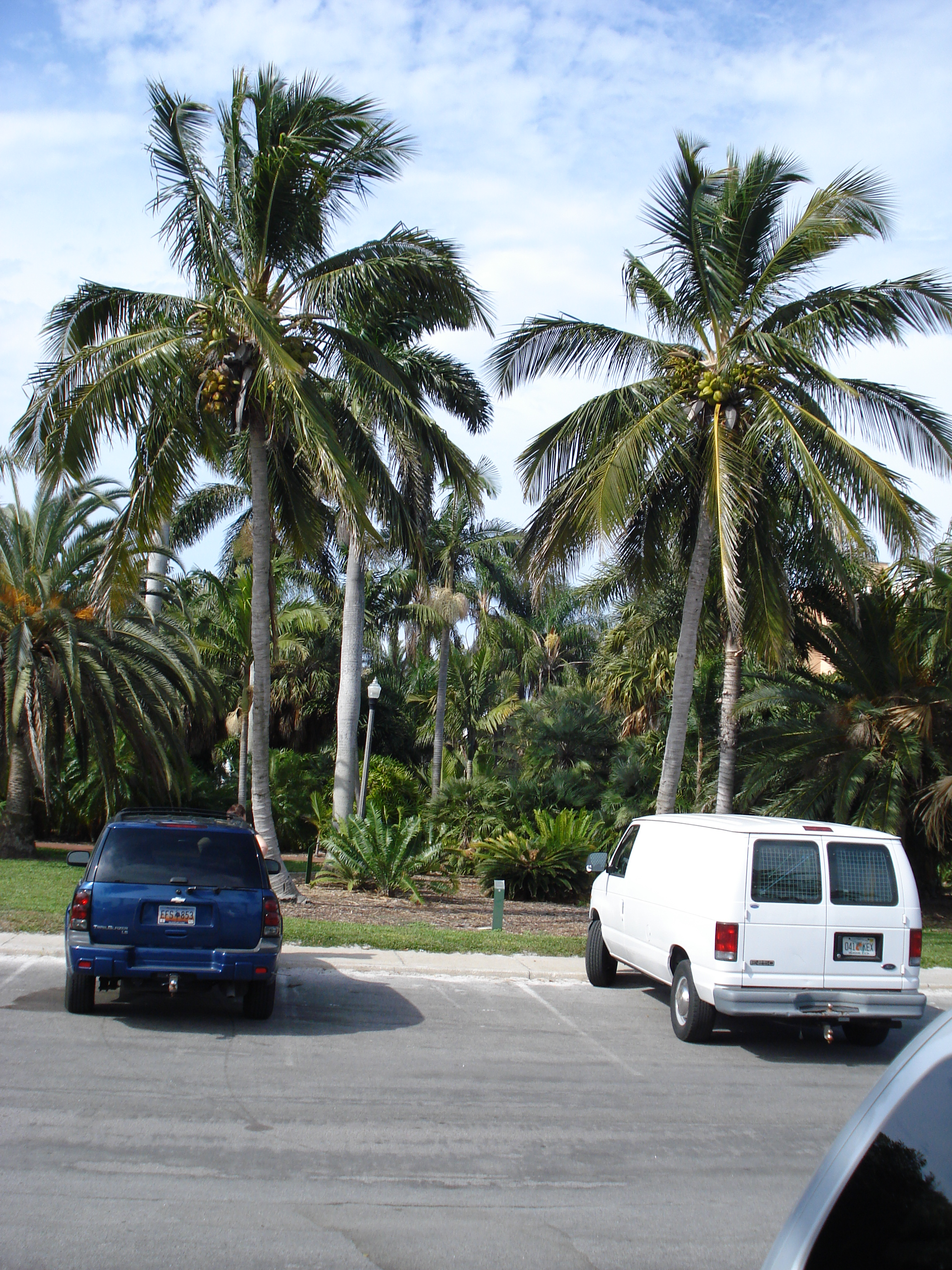
Cocoteros en el Gizella Kopsick Palm Arboretum, al noreste de San Petersburgo.

La estación seca suele comenzar a principios de noviembre y puede prolongarse hasta principios de mayo. Durante estos meses, el tiempo suele ser soleado, suave y bastante seco, con una tendencia general a refrescarse durante el otoño y un lento aumento de las temperaturas a partir de febrero. Las máximas durante la parte más fría del invierno rondan los 21 °C (70 °F), normalmente con cielos soleados. El paso ocasional de un frente frío traerá lluvias seguidas de unos días de temperaturas más frescas. Las mínimas rara vez alcanzan los 32 °F (0 °C) de congelación, algo que ocurre, de media, una vez cada dos años en zonas alejadas del agua y con menos frecuencia en zonas de la bahía de Tampa o el golfo de México.  Aunque las heladas profundas son muy infrecuentes, las olas de frío graves son una preocupación importante debido a la diversidad de industrias agrícolas y acuícolas sensibles a las heladas de la zona, así como al paisajismo tropical, como los cocoteros y las palmeras reales.
Las precipitaciones heladas son muy raras en la zona de la bahía de Tampa. La única nevada medible conocida en Tampa después de 1900 se produjo el 19 de enero de 1977. Aunque la acumulación fue inferior a 0,5 pulgadas (13 mm), la ciudad está tan poco acostumbrada a la nieve que las escuelas públicas cerraron durante el día y muchos negocios y carreteras cerraron hasta que se derritió por la tarde. Muchos residentes del sur del condado de Pinellas informaron de una ligera nevada el 23 de diciembre de 1989. Sin embargo, no cayó nieve en las estaciones meteorológicas oficiales, y el registro meteorológico indica que ese día cayó una ligera aguanieve en San Petersburgo.
El invierno de 2009-2010 fue uno de los más fríos de la historia local. Tanto Tampa como San Petersburgo batieron récords de días consecutivos en los que la temperatura máxima no alcanzó los 60 °F (16 °C), y Tampa experimentó diez días consecutivos con una temperatura mínima por debajo del punto de congelación. Gran parte de la zona recibió una «mezcla invernal» de lluvia y aguanieve los días 9 y 10 de enero.
Según The Weather Channel, el récord histórico de temperaturas mínimas de Tampa es de 18 °F (-8 °C) y el de San Petersburgo es de 20 °F (-7 °C), ambos ocurridos durante la misma ola de frío el 13 de diciembre de 1962.
Durante El Niño, la zona de la bahía de Tampa  recibe condiciones más frías y húmedas durante la estación seca, mientras que durante La Niña, la zona de la bahía de Tampa  se vuelve más seca y cálida de lo normal.

### Evolución de las precipitaciones y de la insolación
Debido a las frecuentes tormentas de verano, Tampa tiene una pronunciada estación húmeda, recibiendo una media anual de unas 30 pulgadas (760 mm) de lluvia de junio a septiembre, pero sólo unas 19 pulgadas (480 mm) durante los ocho meses restantes del año combinados. Las medias históricas de finales de la estación húmeda se ven incrementadas por el paso de ciclones tropicales, que pueden dejar caer varios centímetros de lluvia en pocas horas. Fuera de la estación lluviosa estival, la mayor parte de las precipitaciones de la zona proceden de frentes meteorológicos ocasionales: los frentes fríos suelen traer lluvias breves pero intensas, mientras que los frentes cálidos suelen traer lluvias ligeras durante periodos más largos.
Los promedios de precipitaciones y temperaturas de la ciudad de Tampa tienden a situarse cerca de la media de la zona. Las comunidades del interior tienden a recibir un poco más de lluvia y a experimentar fluctuaciones de temperatura ligeramente más amplias, mientras que las de la costa del Golfo tienden a recibir un poco menos de lluvia y diferencias de temperatura menos pronunciadas, tanto en un solo día como a lo largo del año.
La zona recibe abundante sol durante todo el año, con una media total de 2.920 horas, es decir, el 66,7% del total posible. La cantidad diaria de sol es mayor en mayo, cuando el ángulo de incidencia del sol aporta más horas de luz pero aún no ha comenzado la temporada de lluvias.

## Sistemas tropicales

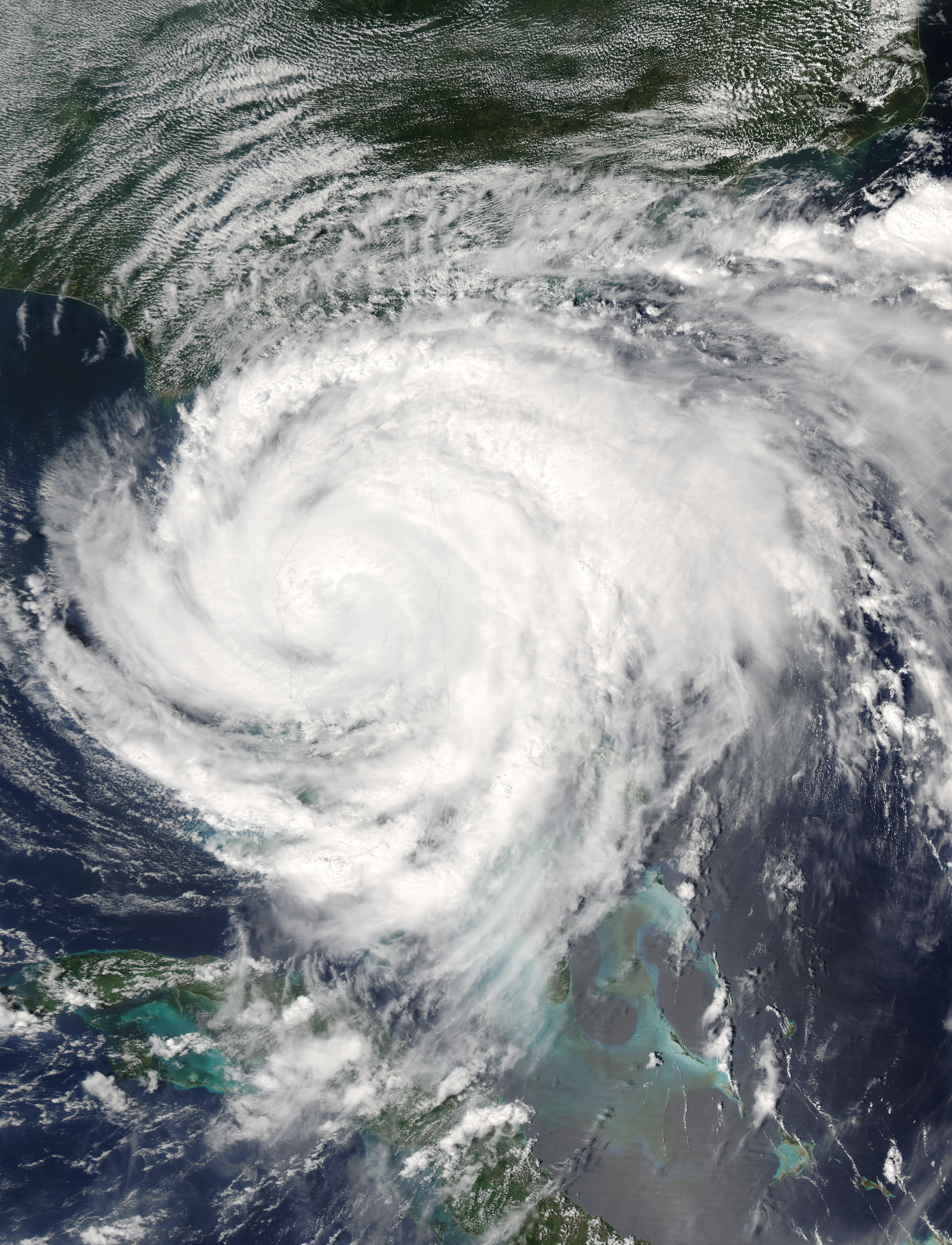
Huracán Frances sobre Florida en 2004

De junio a noviembre es la temporada de huracanes en la cuenca atlántica y el mar Caribe, y la mayor actividad tropical se registra entre mediados de agosto y mediados de octubre. La lluvia caída por los sistemas tropicales es un componente importante de las precipitaciones anuales de la zona y es vital para reabastecer de agua a las comunidades que rodean la bahía de Tampa.
La zona se ve amenazada por sistemas tropicales casi todos los años y siente algún efecto del paso de tormentas varias veces por década. Sin embargo, debido a la ubicación de la bahía de Tampa en la costa oeste y a los vientos típicos de dirección de las tormentas, la llegada a tierra en la zona es muy infrecuente, con estimaciones de la probabilidad de que un huracán toque tierra en la zona de la bahía de Tampa durante un año determinado que oscilan entre 1 de cada 25 y 1 de cada 50. El pequeño pueblo de Tampa fue devastado por el Gran Vendaval de 1848, y la zona sufrió importantes daños durante el huracán de la bahía de Tampa de 1921. Desde entonces, sin embargo, la bahía de Tampa no ha visto tocar tierra a ningún huracán. El condado de Manatee, que técnicamente no forma parte de la bahía de Tampa, fue escenario en 1946 de un huracán de categoría 1 que perdió fuerza inmediatamente después de tocar tierra. 
La temporada de huracanes atlánticos de 2004 fue históricamente ajetreada para la zona de la bahía de Tampa. Ese año, la región se vio afectada por cuatro huracanes: Frances, Jeanne, Charley y, en menor medida, Iván. Jeanne y Frances pasaron sobre Tampa como tormentas tropicales después de atravesar el estado desde la costa este. Se preveía que Charley golpeara directamente la bahía de Tampa desde el sur-suroeste, lo que habría supuesto el peor escenario para las inundaciones causadas por la tormenta. Sin embargo, la tormenta dio un giro repentino e inesperado hacia el noreste y sólo trajo vientos con fuerza de tormenta tropical a la región, devastando la zona de Ft. Myers/Port Charlotte. Iván también amenazó la zona a medida que avanzaba hacia el norte por el este del Golfo de México. Sin embargo, permaneció muy al oeste del centro de Florida y sólo trajo un poco de lluvia y viento a la bahía de Tampa antes de azotar la costa de Alabama y el Panhandle de Florida.
El 10 de septiembre de 2017, el huracán Irma azotó los Cayos de Florida y tocó tierra cerca de Marco Island, en el suroeste de Florida, como tormenta de categoría 3. Irma se desplazó hacia el norte a lo largo de la península de Florida y se había debilitado hasta convertirse en una tormenta de categoría 1 cuando se acercó al centro de Florida. En la noche del 10 al 11 de septiembre, el ojo pasó al este de Tampa a través del este del condado de Hillsborough, llevando al menos vientos de tormenta tropical a toda la zona de la bahía de Tampa. Irma causó importantes daños en la región, sobre todo en la red eléctrica.